# August Vilmar

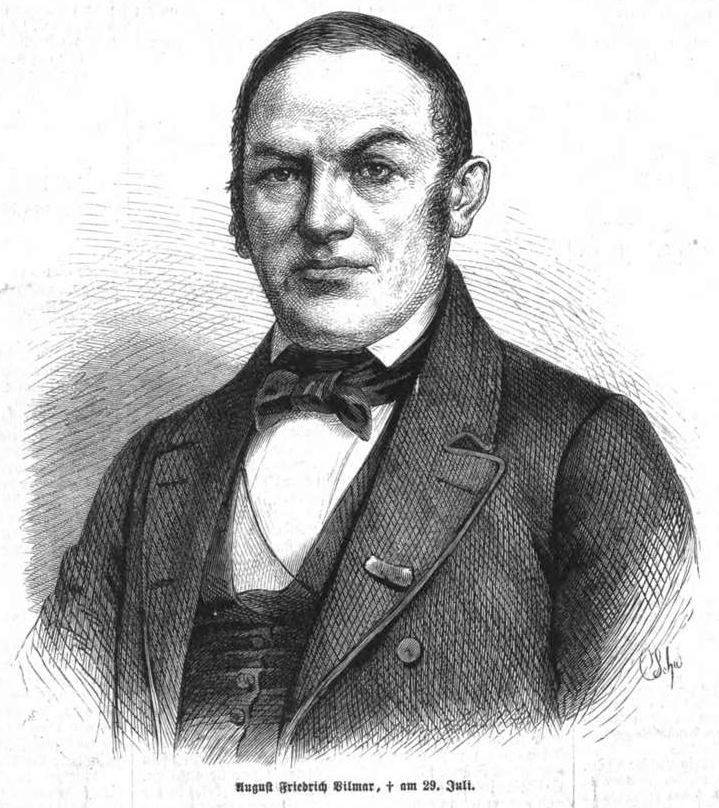
August Vilmar

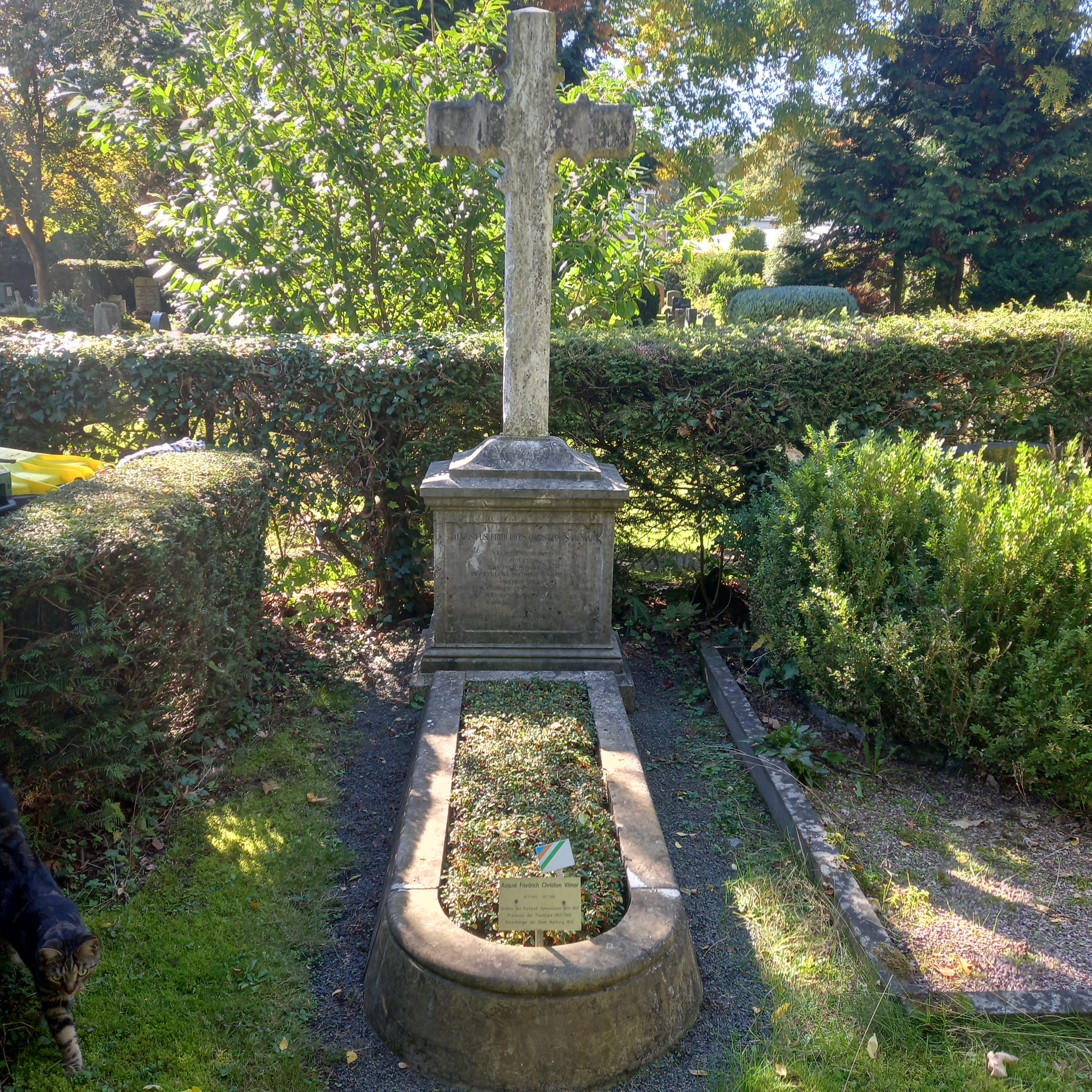
Das Grab von August Vilmar auf dem Hauptfriedhof Marburg

August Friedrich Christian Vilmar (* 21. November 1800 in Solz bei Bebra, Hessen; † 30. Juli 1868 in Marburg) war ein konservativer lutherischer Theologe im Kurfürstentum Hessen. Sein bekanntestes Werk ist die häufig aufgelegte Geschichte der deutschen National-Literatur.

## Leben

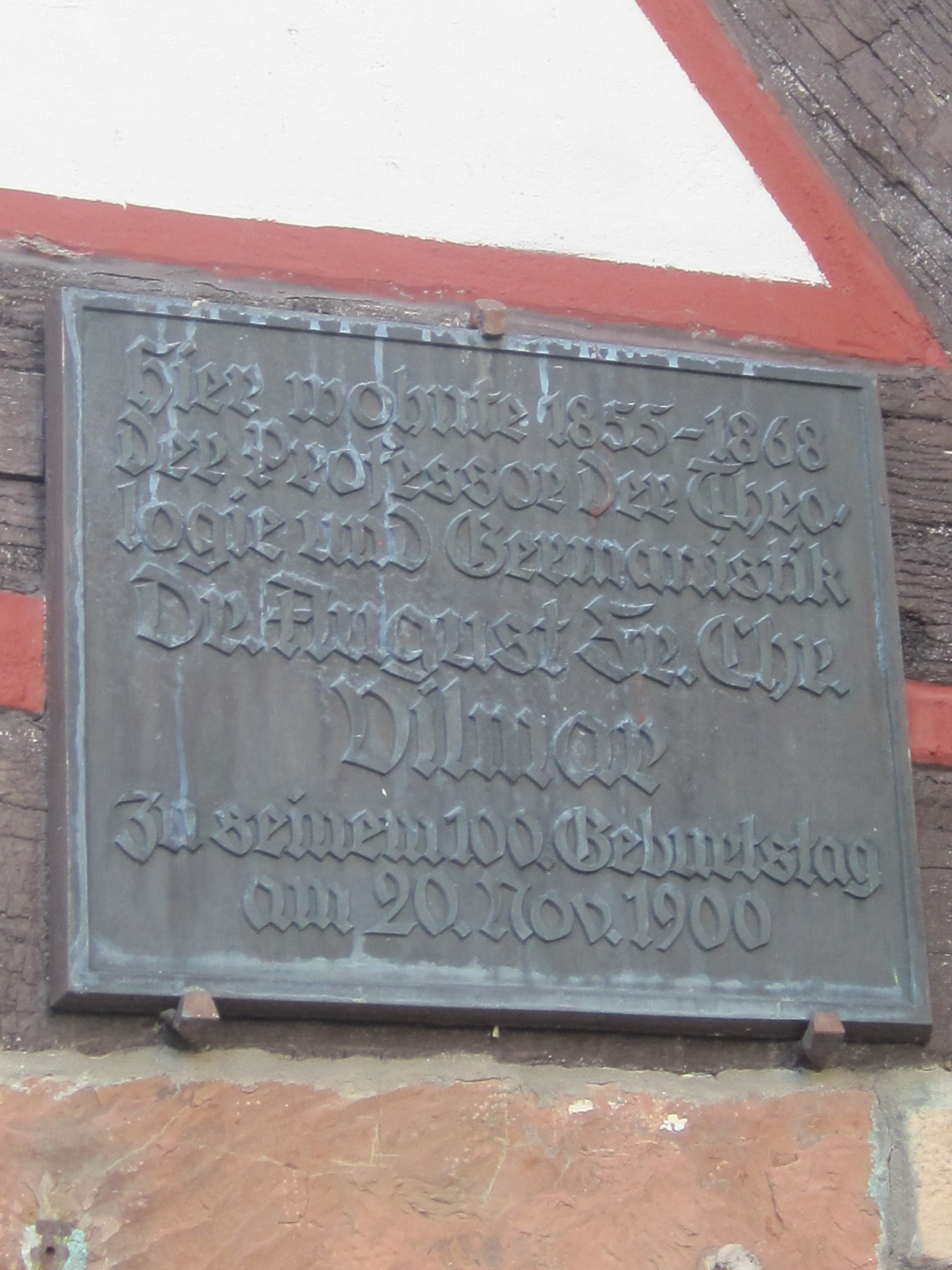
Gedächtnistafel an seinem ehemaligen Wohnhaus in Marburg

August Vilmar studierte Theologie in Marburg. Während seines Studiums wurde er 1818 Mitglied der Alten Marburger Burschenschaft Germania. Er sorgte im Juni 1819 für Aufsehen, als er anlässlich einer Feier Marburger und Gießener Burschenschafter zum Gedenken an die Schlacht bei Belle-Alliance ein Hoch auf den politischen Mörder Karl Ludwig Sand ausbrachte. Die kurhessischen Behörden reagierten mit Untersuchungen, die aber ergebnislos eingestellt wurden.
Er wurde zunächst als Literaturhistoriker bekannt. Seine populäre Literaturgeschichte von 1845 erschien bis 1913 in 27 Auflagen.
Er war Redakteur der von ihm gegründeten kirchlich-konservativen, anti-demokratischen Zeitschrift Der hessische Volksfreund (1848–51) und Mitglied der oberen Unterrichts- und Kirchenkommission (1836–50).
Nach dem Studium wurde er Gymnasiallehrer in Hersfeld und war von 1833 bis 1850 Direktor des kurfürstlichen Gymnasiums in Marburg (heute das Gymnasium Philippinum) und kurhessischer Staatsrat.

### Kirchenrenitenz
1850 wurde Vilmar stellvertretender Generalsuperintendent in der niederhessischen Kirchenleitung in Kassel. Die Geistlichkeit Hessens wählte ihn 1855 zum Superintendenten. Kurfürst Friedrich Wilhelm I. gab dazu jedoch nicht seine Zustimmung, da ihn Vilmar nach 1848 aufgefordert hatte, die Kirchenleitung einem Bischof zu übertragen, wie dies Luther und die Confessio Augustana forderten. Auch Johannes Gildemeister und Heinrich Heppe gingen daher auf Distanz zu ihm. Seine Berufung zum ordentlichen Professor der Theologie nach Marburg 1855 bedeutete daher laut Deutsche Biographie eine Abschiebung aus der kurhessischen Hauptstadt.
August Vilmar wurde, wie auch sein jüngerer Bruder Wilhelm, zu einem der Anführer der sogenannten „Renitenten“ gegen die schließlich unter preußischer Regierung 1873/1874 vorgenommene Unierung der Evangelischen Landeskirche in Kurhessen, aus der heraus sich schließlich die Renitente Kirche ungeänderter Augsburgischer Konfession in Hessen verselbständigte.
Die Bekennende Kirche berief sich auf sein Verständnis der Unabhängigkeit der Kirche vom Staat.

### Politik
Vilmar war 1831/1832 Mitglied der kurhessischen Ständeversammlung für den Wahlkreis Hersfeld und von 1852 bis 1854 Mitglied der 1. Kammer des Kurfürstentums Hessen. Eine langjährige Freundschaft verband ihn mit dem konservativen Politiker und Juristen Ludwig Hassenpflug.

### Privates
August Vilmar war zweimal verheiratet: zunächst mit Karoline Wittekind, später mit Therese Frederking.

## Ehrungen
Aus Anlass von Vilmars 100. Geburtstag wurde an dem Haus in Marburg, in dem er 13 Jahre lang gewohnt hatte, eine Gedächtnisplakette angebracht. In Heringen (Werra) sowie in Homberg (Efze) wurde jeweils eine Straße nach ihm benannt und das Gymnasium in Homberg hieß bis 1964 August-Vilmar-Schule (seitdem Theodor-Heuss-Schule).
Das auf Initiative des damaligen Studentenpfarrers Hans-Gernot Jung 1965 neu errichtete Wohnheim der Evangelischen Studierendengemeinde Marburgs trägt den Namen Vilmarhaus.
Vilmars Gedenktag im Evangelischen Namenkalender ist der 30. Juli.

## Nachlass
Der Nachlass Vilmars wird im Hessischen Staatsarchiv Marburg (Bestand 340 Vilmar a) aufbewahrt.

## Werke
Die Geschichte der Nationalliteratur von 1845 wurde zuletzt 1911 nach der letzten von ihm vor allem in den Anmerkungen veränderten 12. Auflage von 1867 unverändert aufgelegt. Lediglich die Anmerkungen wurden weggelassen. Die Darstellung behandelt die Literatur von Ulfila bis zu Goethes Tod. Es handelt sich laut Vorwort des Autors von 1845 um seine unveränderten Vorlesungen des vorangegangenen Winters vor größerem Publikum in Marburg, deren mündlicher Vortragsstil er bewahrte, im Bewusstsein davon, dass sie "nicht allein aus dem Kreise wissenschaftlicher Erörterungen, sondern auch der .... populären Besprechungen ... herausragen."  Sein Ansatz ist der "jugendliche Standpunkt", an den Dingen der Welt ihre "unbefangene, volle und ganze Freude" zu haben, seine Absicht, "die Gegenstände selbst in ihrer Wahrheit und Einfachheit zu den Gemütern Unbefangener reden zu lassen." (S. III) Der Verlag begründete die Neuauflage 1911 mit dem unerreichten Maß aufgespeicherten gründlichen Wissens, sieht den Erfolg des Werks jedoch in der fesselnden Darstellung, der Betonung des deutschen Standpunkts, der reizvollen Frische und Lebendigkeit besonders der "Ältesten Zeit" (bis 1150) und der "Alten Zeit" (bis 1624), während er für die "neuen Geister seiner Zeit", etwa Kleist und Heine, wenig Begeisterung zeigte. (S. 7f.)

Im Vorwort der 20. Auflage von 1881 schreibt Karl Goedeke über das seiner Meinung nach niemals veraltende "Kunstwerk" Vilmars, dessen Anmerkungen er aktualisierte und erweiterte: 
Es ist der durchgeführte Gedanke von der Größe und Herrlichkeit der mittelalterlichen epischen Volksdichtung, mit ihrer Ehre und Treue bis in den Tod ; es ist die Kraft und Freudigkeit, mit welcher dieser Gedanke aus den Dichtungen selbst entwickelt wurde; es ist ferner die aufrichtige schöne Gerechtigkeit, mit der die Dichter der neueren Zeit nach ihrem nationalen Gehalte gewürdigt wurden; es ist endlich die begeisterte und Begeisterung weckende Lebendigkeit der Darstellung, was diesem Buche seinen raschen Erfolg und seine dauernde Wirkung gewonnen hat.(S. VII) 
Vilmars Geschichte der deutschen Nationalliteratur erschien bis zum Jahr 1913 in 27 Auflagen und war damit laut Reinhard Behm die erfolgreichste Literaturgeschichte vor 1848. Behm rechnet Vilmar mit Heinrich Gelzer zu den beiden extremsten Vertretern der antiliberalen und antidemokratischen Vorstellungen ihrer Zeit, die "objektiv die Ideologie der antirepublikanischen Fraktion des deutschen Bürgertums explizieren".
Die Deutsche Biographie urteilt, dass polemische und moralisierende Argumente zur hohen Popularität des Werks beigetragen hätten.

## Bibliografie (Auswahl)

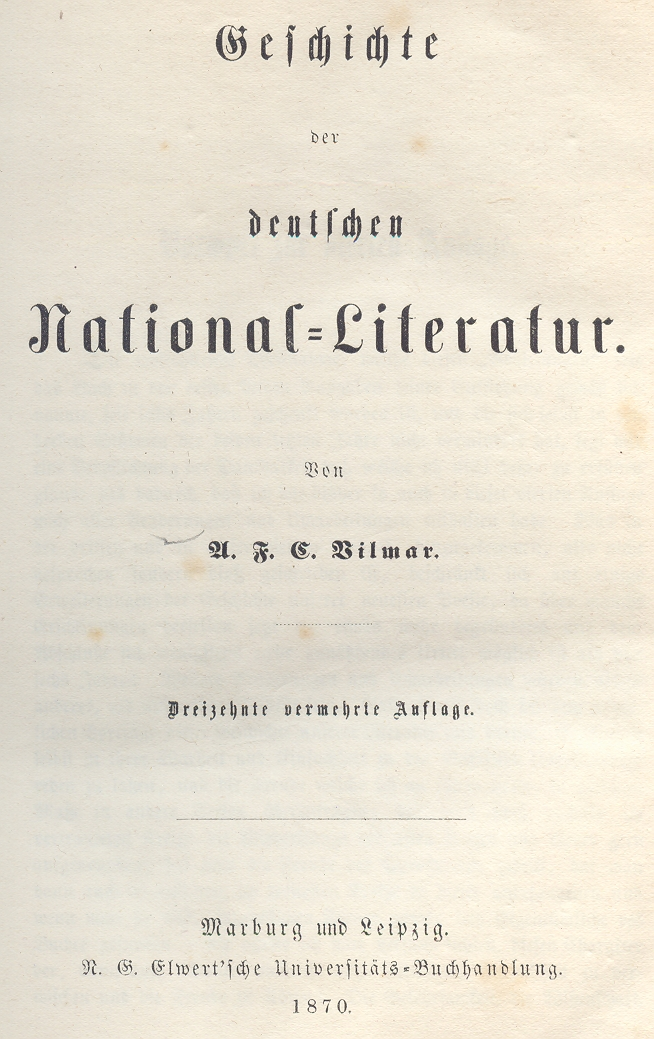
Geschichte der deutschen National-Literatur, Marburg/Leipzig 1870 (Titelseite)

- Geschichte der deutschen National-Literatur, Elwert´sche Universitäts=Buchhandlung, Marburg und Leipzig 1845
- Schulreden über Fragen der Zeit, 1846
- Die Entstehung und Bedeutung der deutschen Familiennamen. Koch, Marburg 1855. (Digitalisat)
- Die Theologie der Thatsachen wider die Theologie der Rhetorik. Elwert, Marburg 1856. (Digitalisat der 2. Aufl.)
- Zur neuesten Culturgeschichte Deutschlands. Heyder & Zimmer, Frankfurt/Erlangen 3 Bde., 1858–67. (Digitalisat Theil 1), (Theil 2), (Theil 3)
- Die Gegenwart und die Zukunft der niederhessischen Kirche in Aphorismen erörtert. Elwert, Marburg 1867. (Digitalisat)
- Idiotikon von Kurhessen. Elwert, Marburg 1868. (Digitalisat Hauptband)
- Die Augsburgische Confession. Bertelsmann, Gütersloh 1870 (herausgegeben von Karl Wilhelm Piderit; Digitalisat).
- Die Lehre vom geistlichen Amt. Elwert, Marburg & Leipzig 1870. (herausgegeben von Karl Wilhelm Piderit; Digitalisat)
- Theologische Moral. Akademische Vorlesungen. Bertelsmann, Gütersloh 1871. (3 Theile) (herausgegeben von Karl Wilhelm Piderit;Digitalisat Theil 1)
- Lehrbuch der Pastoraltheologie. Bertelmann, Gütersloh 1872. (herausgegeben von Karl Wilhelm Piderit; Digitalisat)
- Dogmatik. Akademische Vorlesungen. (2 Bände) Bertelsmann, Gütersloh 1874. (Digitalisat Band 1), (Band 2)
- Predigten und geistliche Reden. Elwert, Marburg 1876. (Digitalisat)
- Collegium Biblicum.Praktische Erklärung der heiligen Schrift Alten und Neuen Testaments aus dem handschriftl. Nachlass der akademischen Vorlesungen. (6 Bände) Bertelsmann, Gütersloh 1891.

## Literatur

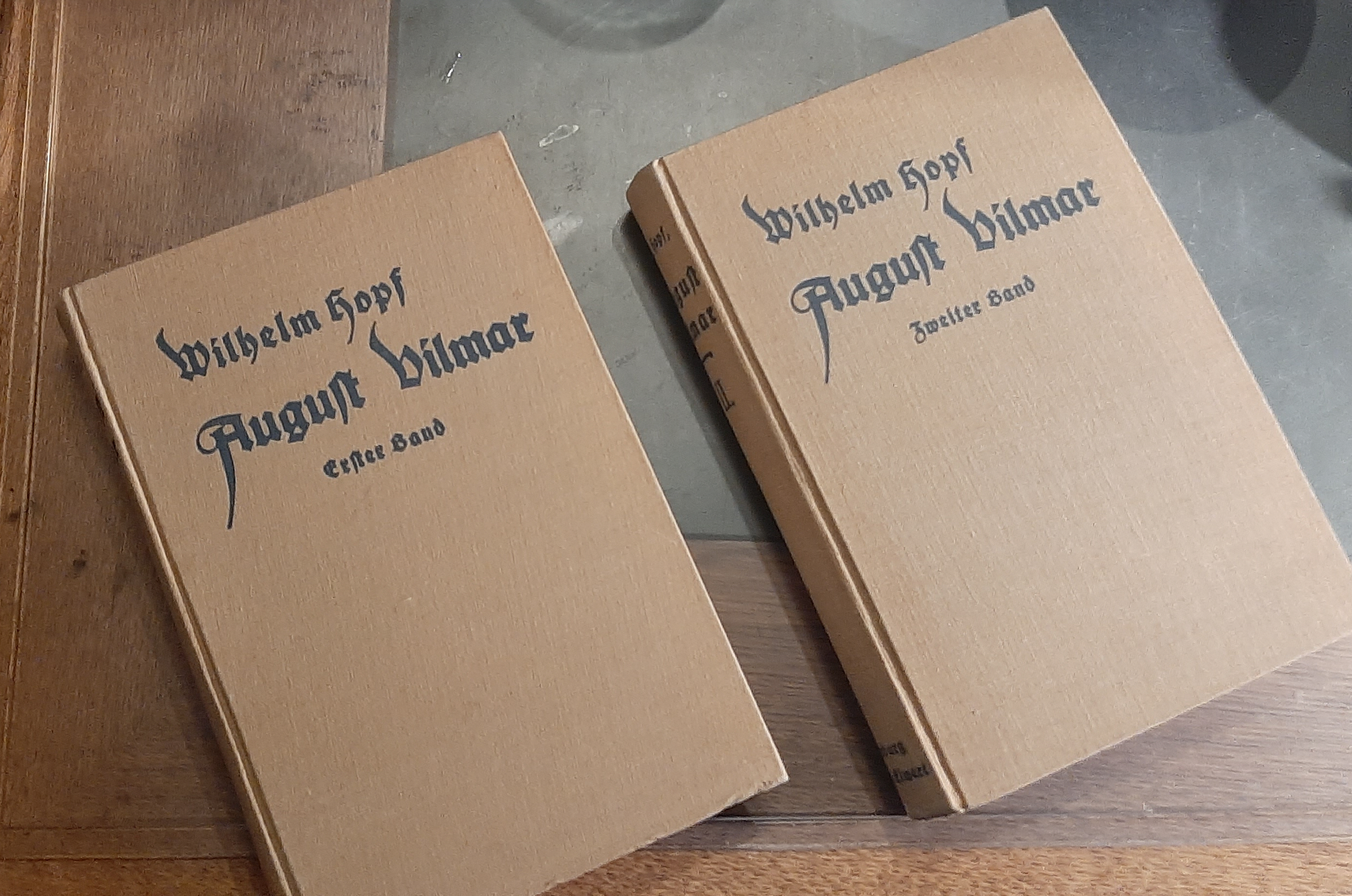
Das zweibändige Werk von Wilhelm Hopf aus dem Jahr 1913